# Anlagenring (Offenbach am Main)

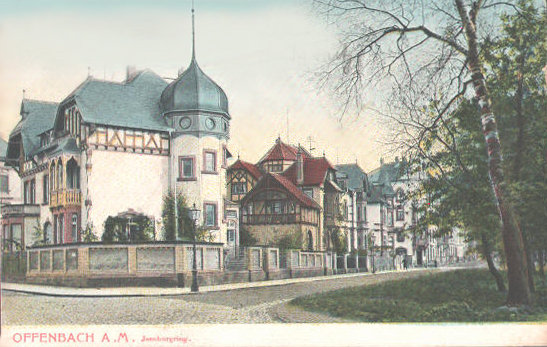
Der erste Bauabschnitt im Villenviertel Westend (hier: Isenburgring) um 1908

Der Anlagenring ist eine Straßenverkehrsführung um die Innenstadt von Offenbach am Main, die im 19. Jahrhundert an der südlichen Bebauungsgrenze der Stadt in Abschnitten in der Zeit der 1870er-Jahre bis 1938 angelegt wurde. Die Ringstraße und Parkanlage führt vom Stadtteil Kaiserlei durch das Westend bis zum Klinikum und von dort in Richtung des S-Bahnhofs Offenbach Ost. Die einzelnen Straßennamen lauten August-Bebel-Ring, Dreieichring, Isenburgring, Starkenburgring, Friedrichsring, Hessenring und Landgrafenring.
Wesentliche Teile des Rings entstanden ab 1906 unter Leitung von Leonhard Eißnert. Der Anlagenring war die erste Straße mit Radweg in Deutschland, welcher heute noch besteht. Ziel des Anlagenrings war in erster Linie eine wohnungsnahe Parkanlage entlang der Gründerzeitquartiere zu bieten, die ab dem 19. Jahrhundert am südlichen Stadtrand entstanden waren.
Der Anlagenring ist in seiner Gesamtheit Kulturdenkmal nach dem Hessischen Denkmalschutzgesetz.

## Geschichte

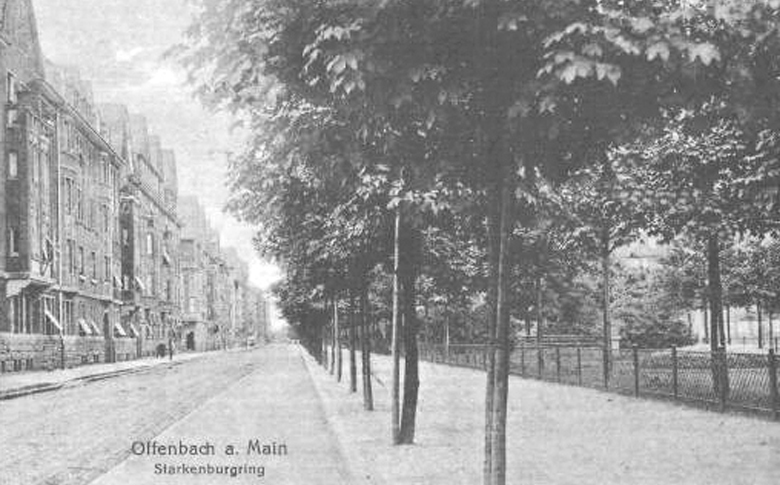
Der Starkenburgring um 1900 von der Mitte Richtung Ost. Sichtbar die noch jungen Bäume

Als zu Beginn des 19. Jahrhunderts der Spaziergang in Mode kam, wurde 1842 in Offenbach eine erste Initiative zur Anlage eines baumbestandenen Spazierweges um die damaligen Grenzen der Stadt herum gegründet. Es entstanden zunächst Pläne für einen großzügigen Alleenring weit draußen um die Stadt herum. Hiervon wurde nur der August-Bebel-Ring verwirklicht. Zahlreiche, durch den Deutschen Krieg von 1866 arbeitslos gewordene Portefeuiller fanden bei dessen Ausbau Arbeit.
1879 fand die Hessische Landes-Gewerbeausstellung auf einer am westlichen Stadtrand gelegenen Freifläche statt. Nach Abschluss der Veranstaltung wurden die Ausstellungshallen wieder entfernt, die Pflanzungen, Teiche und Brücken blieben bestehen und gründeten so mit dem Dreieich-Park den ersten öffentlichen Park Offenbachs. Die Bebauung rund um den Park entlang der Parkstraße und des Dreieichrings begann erst in den Jahren nach 1900. Zeitgleich wurde das Projekt des Anlagenrings fortgeführt und 1902 der Isenburgring gestaltet.
Der anwachsende Verkehr machte eine Änderung des ursprünglichen Planes mit der Einbeziehung einer begleitenden Ringstraße notwendig. Da das Projekt auf private Geldspenden angewiesen war, kam es zunächst nur sehr langsam voran. Mitglieder der Gesellschaft zur Anlegung eines Spazierwegs um die Stadt spendeten daher Geld, um der Verwaltung Grundstückskäufe für das Projekt zu ermöglichen. 1902 bis 1914 konnten südöstlich fortschreitend der Starkenburg- und der Friedrichsring mit aufwändigen gärtnerischen Anlagen fertig gestellt werden. Entlang der Anlagen entstanden begehrte Wohngebiete mit zumeist drei- bis viergeschossiger Blockrandbebauung mit modernen, häufig dem späten Jugendstil angelehnten Formen. Die Bebauung mit Industriebetrieben wurde hier nicht erlaubt. Es galt als chic, am Starkenburgring zu wohnen. Die Attraktivität wurde durch die opulente Bepflanzung des parkähnlichen Mittelstreifens gefördert. Zeitgenössische Berichte schwärmen von berauschenden Blumenbeeten.  Bis heute fällt die große Anzahl der Postkarten mit Motiven von der Allee auf, auf einigen sind kleine Palmen auf Podesten zu sehen. Die Bebauung der Straße mit großen Mehrfamilienhäusern begann bereits um 1900.

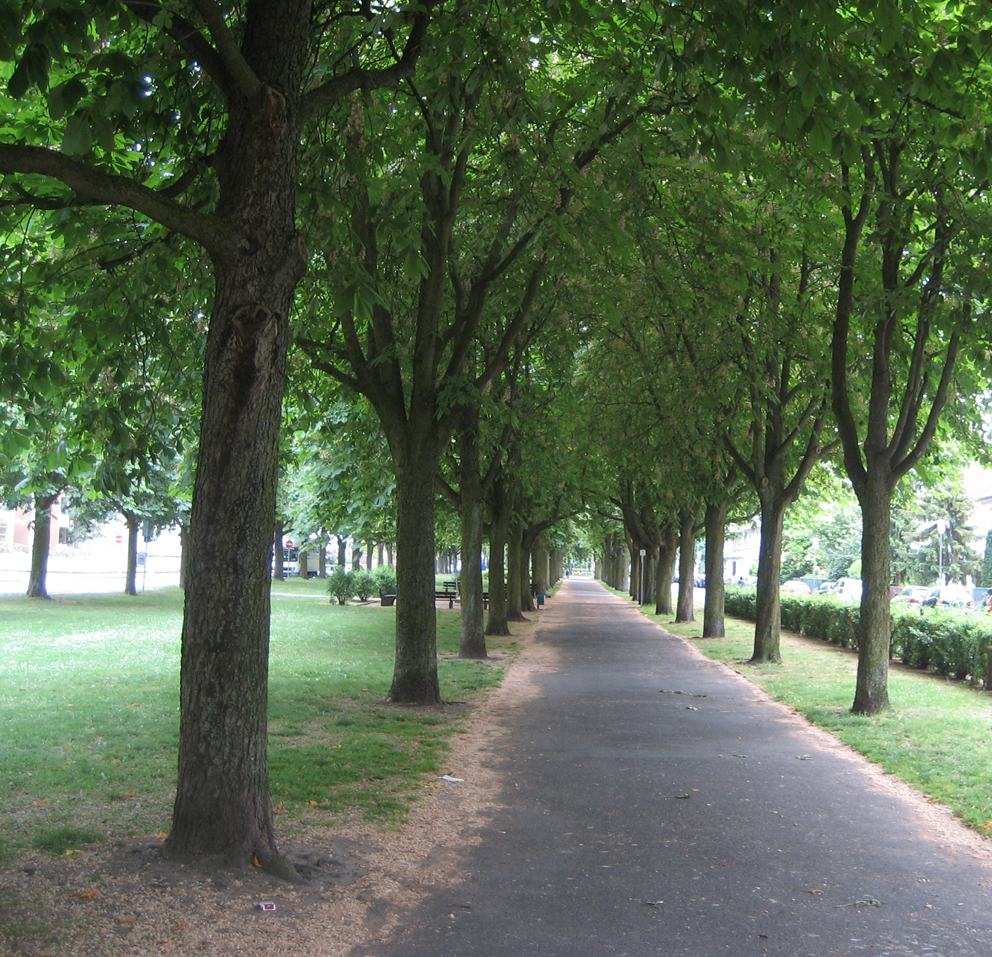
Der Landgrafenring als letzter Bauabschnitt

Der Ausbau des Anlagenringes lag ab 1906 in den Händen Leonhardt Eißnerts. Der Ausbau ging aufgrund geringer finanzieller Mittel nur schleppend voran. 1923 bis 1924 erfolgte der Ausbau des August-Bebel-Ringes und danach die Anlage des Hessenrings hauptsächlich als Arbeitsbeschaffungsmaßnahme. Der endgültige Ausbau des Landgrafenringes konnte erst in der Mitte der 1930er Jahre realisiert werden. Der ursprüngliche Plan sah vor, die Anlagen beidseits bis zum Main zu führen. Dies konnte wegen der zwischenzeitlich bestehenden Industriebetriebe nicht mehr verwirklicht werden. Ebenfalls mit einem Radweg versehen wurde der Teilabschnitt abgesenkt und mit einer Sandsteinmauer und einigen Treppen eingefasst. Die nicht mehr vorhandene Mauer wurde 2010 originalgetreu neuerrichtet. Entlang dieses Bauabschnitts liegen an der Allee nur kleinere Siedlerhäuser, sie hat daher hier weniger die Funktion einer städtischen Allee.
Die Anlage steht insgesamt unter Denkmalschutz.

## Gebäude (Auswahl)
Entlang des Alleenrings sind einige architektonisch herausragende Gebäude errichtet worden:
- Die Leibnizschule wurde als neobarockes Palais errichtet und war selbst für die Bauzeit außerordentlich aufwendig
- Die Villa Wecker war eine der ersten Villen im Offenbacher Westend und wird heute vom Erasmus-Bildungshaus genutzt
- Die Bundesmonopolverwaltung für Branntwein ist ein bis zum Interieur original erhaltener Bau der Wirtschaftswunderzeit des Architekten Adolf Bayer
- Die Kirche St. Josef, die bis zum Neubau ein Frühwerk des berühmten Kirchenbaumeisters Dominikus Böhm war
- Das AOK-Gebäude von Hugo Eberhardt und gegenüber davon die Albert-Schweitzer-Schule

Gebäude entlang der Straße von West nach Ost
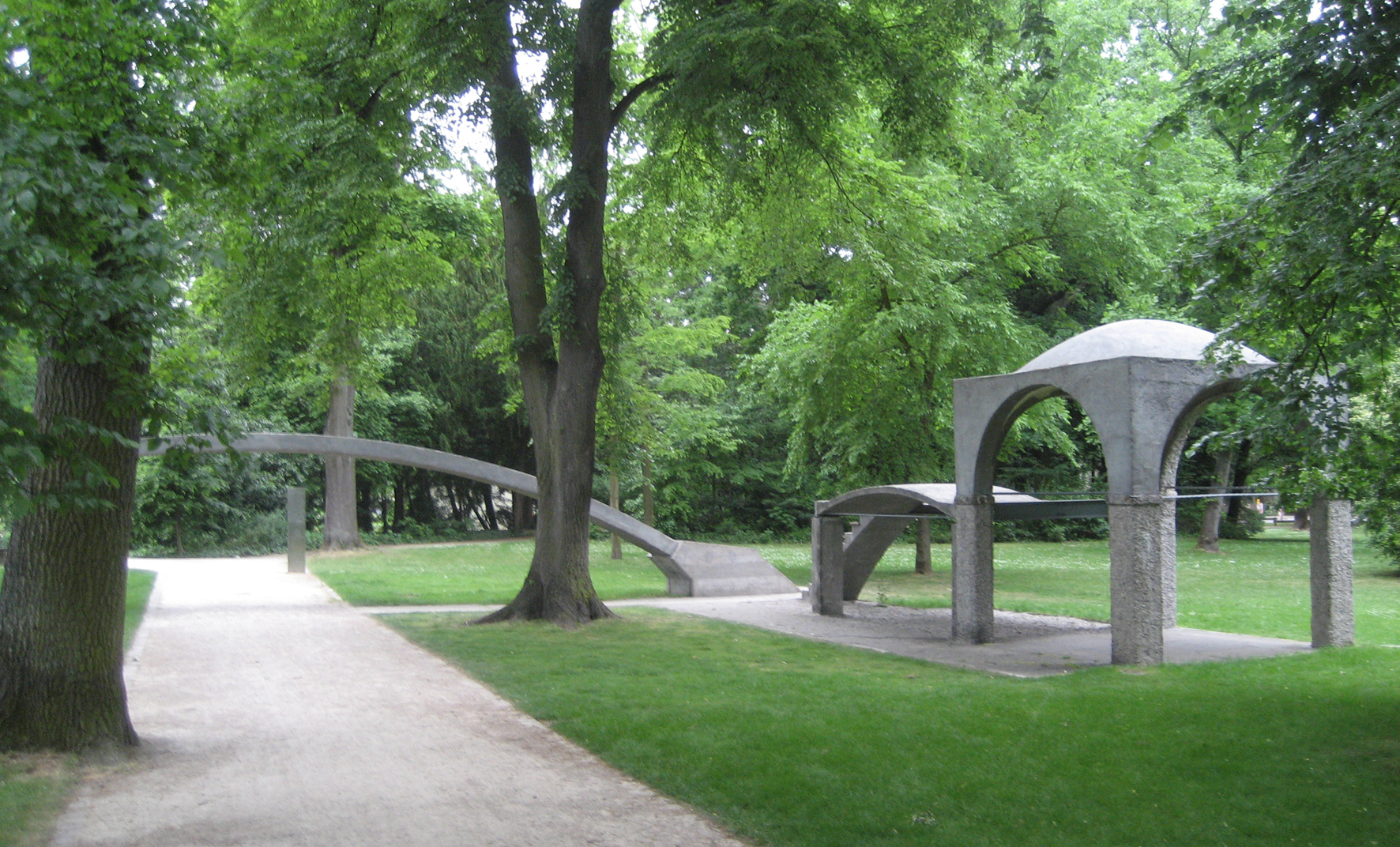
Die Betonpavillons von 1879 im Dreieich-Park
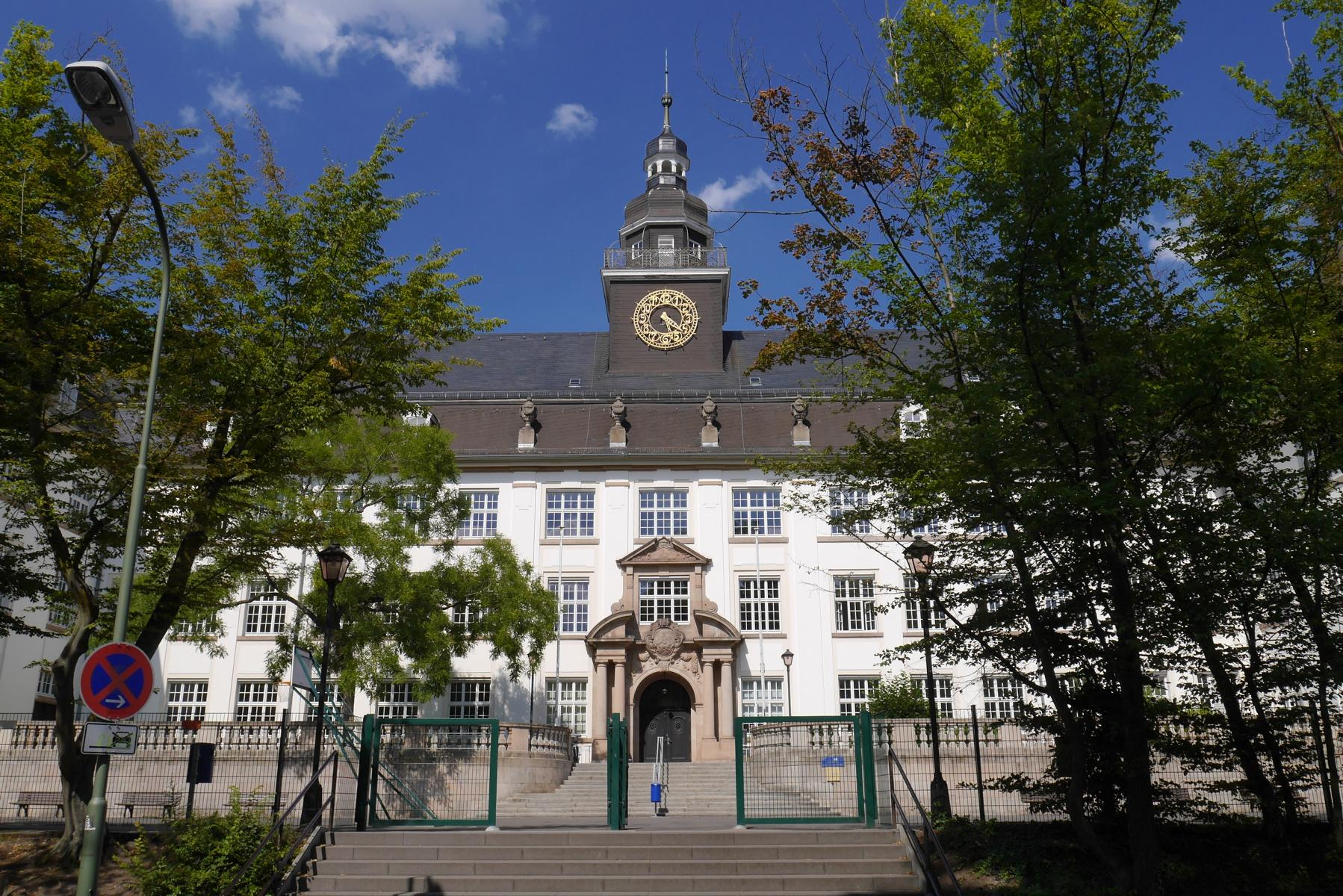
Leibnizschule
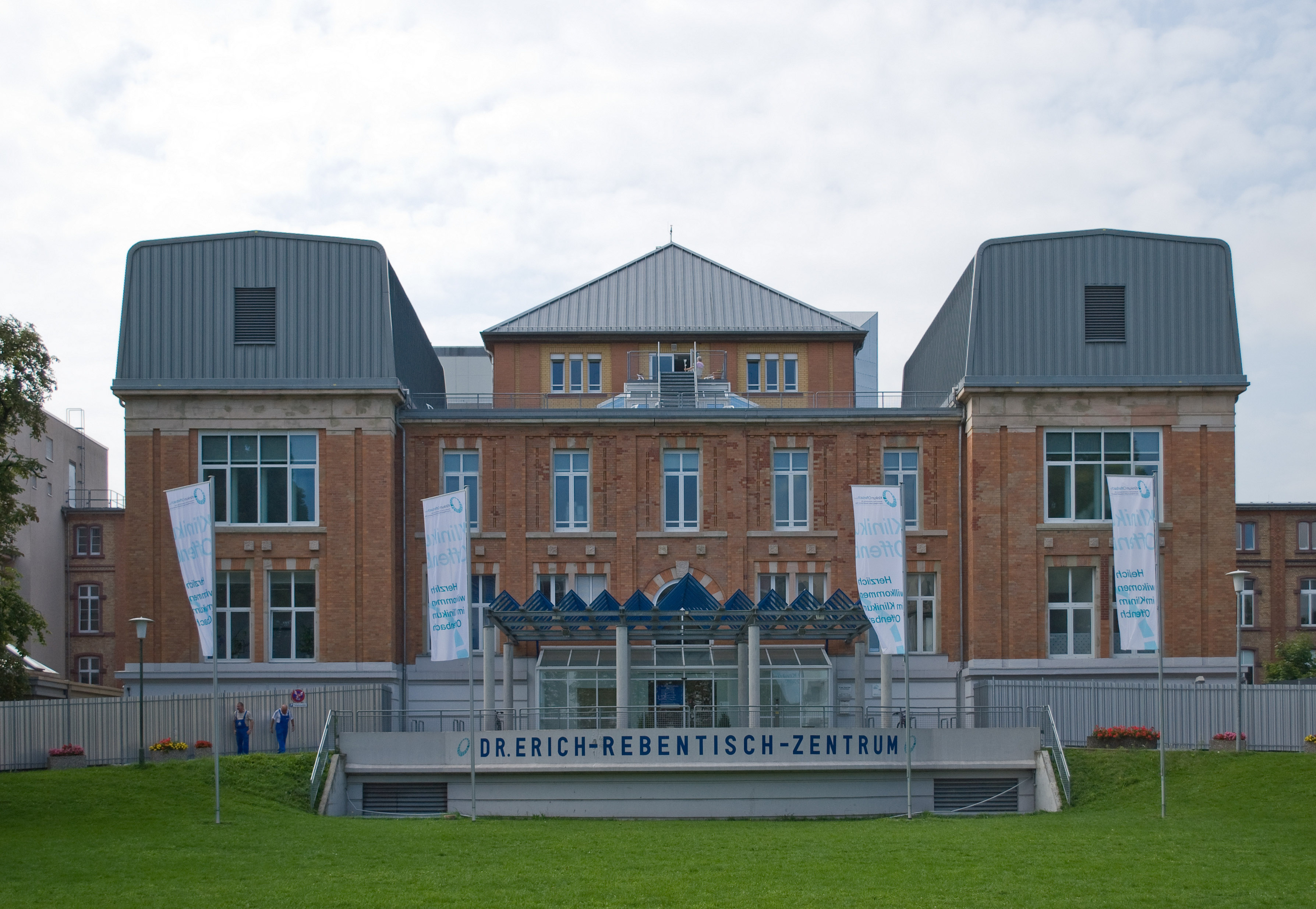
Rebentischzentrum am Sana Klinikum Offenbach
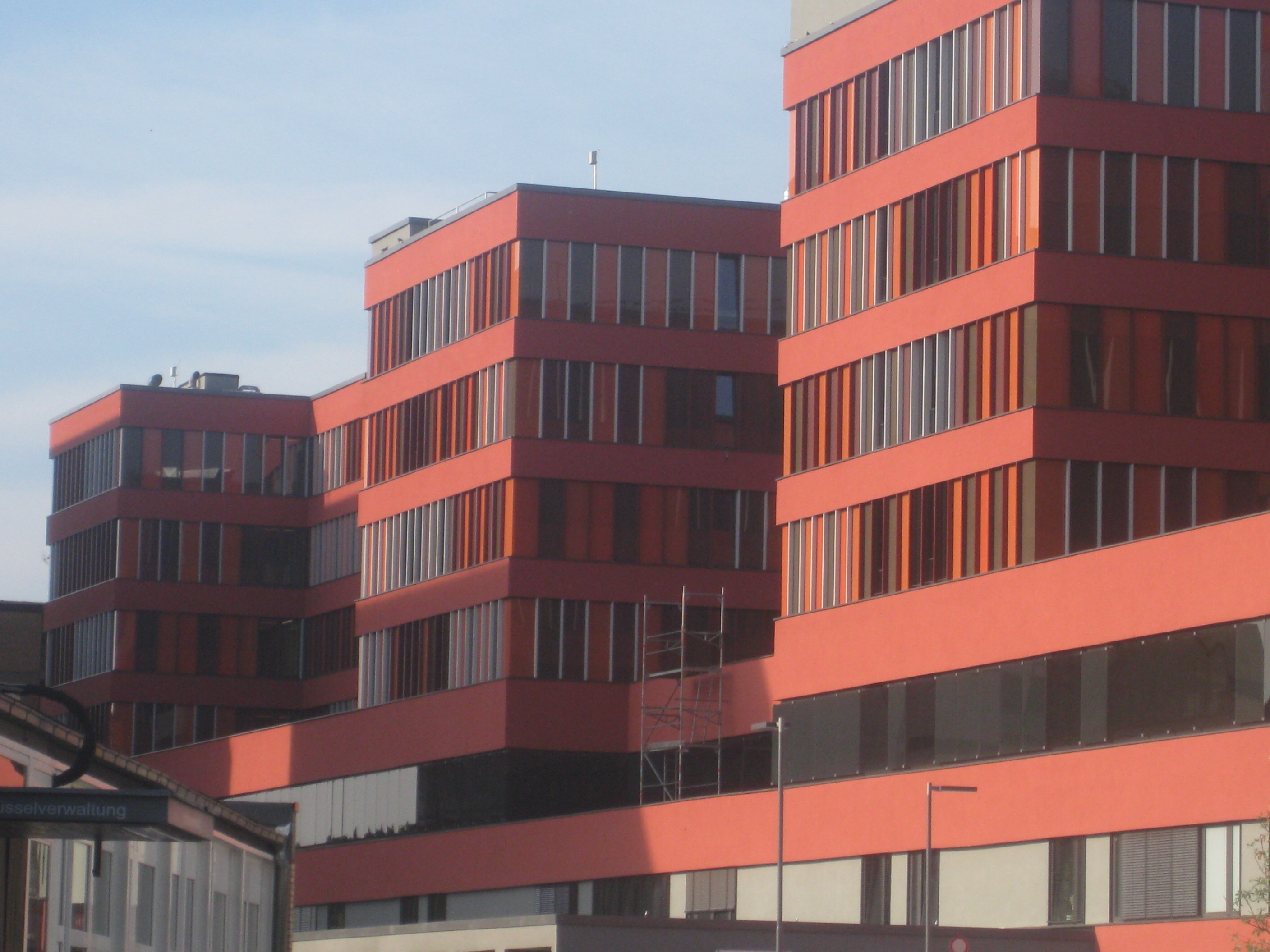
Sana Klinikum Offenbach
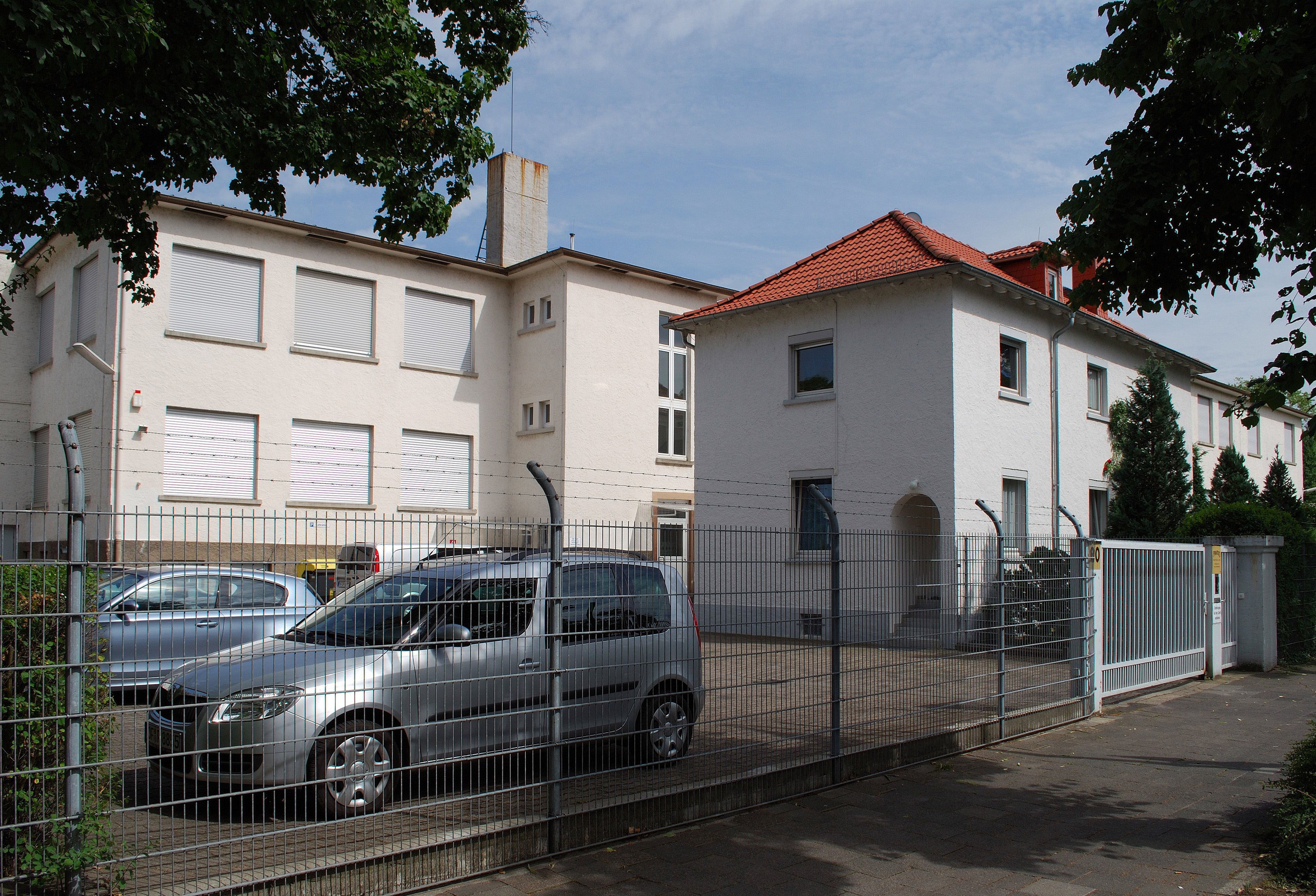
Saitenfabrik Pirastro
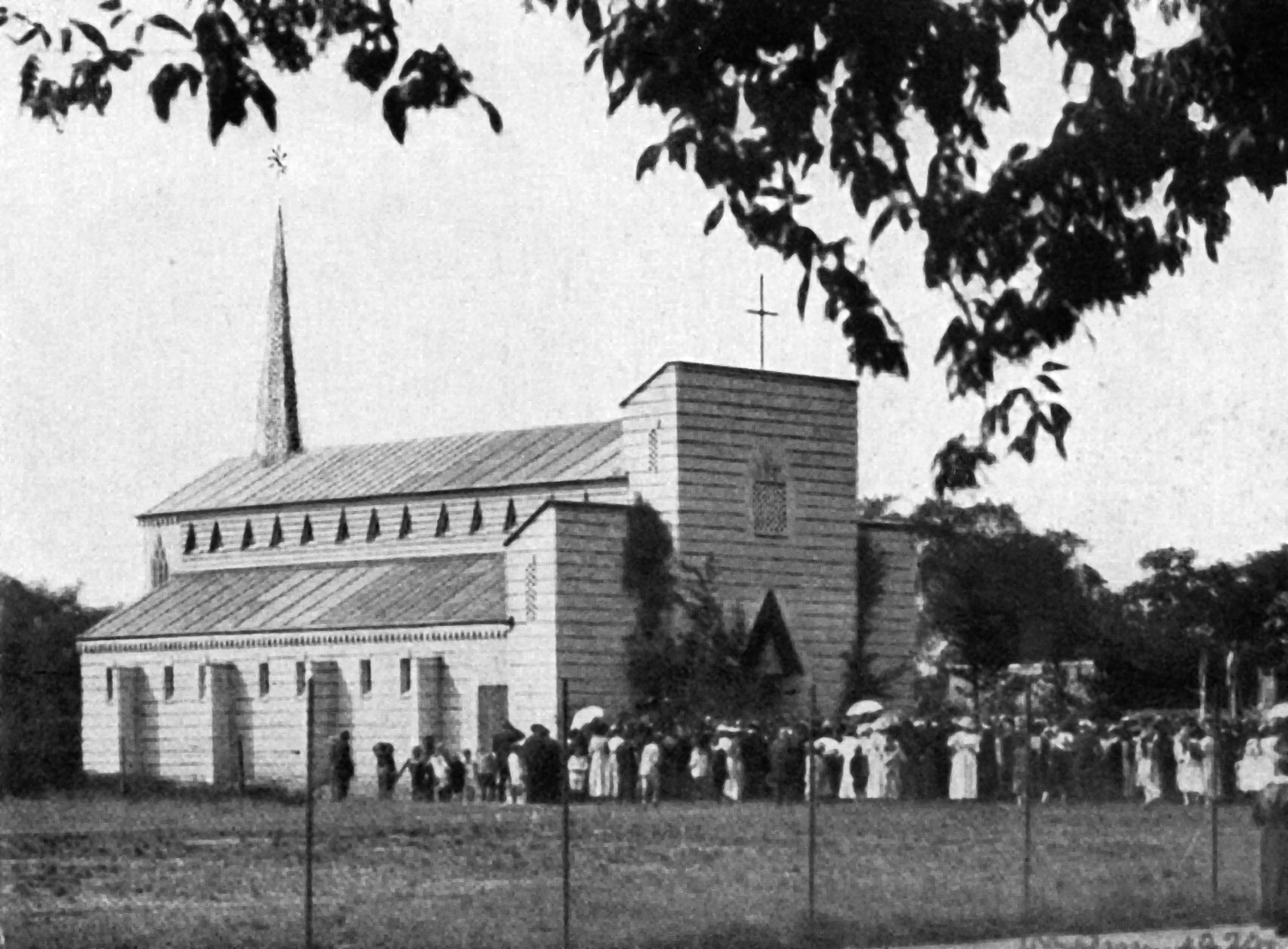
St. Josef (die Notkirche von Dominikus Böhm, später Neubau)
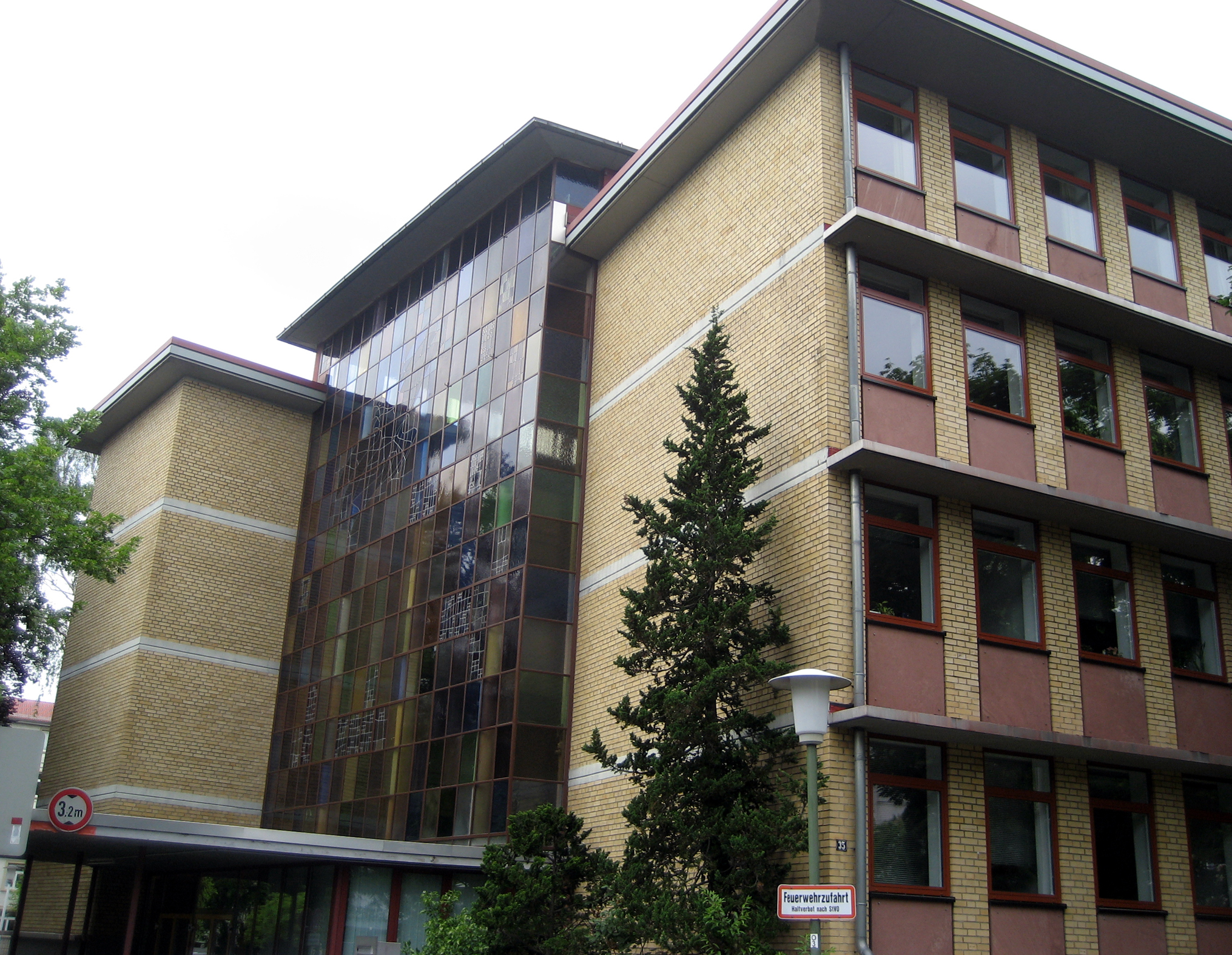
Bundesmonopolverwaltung für Branntwein
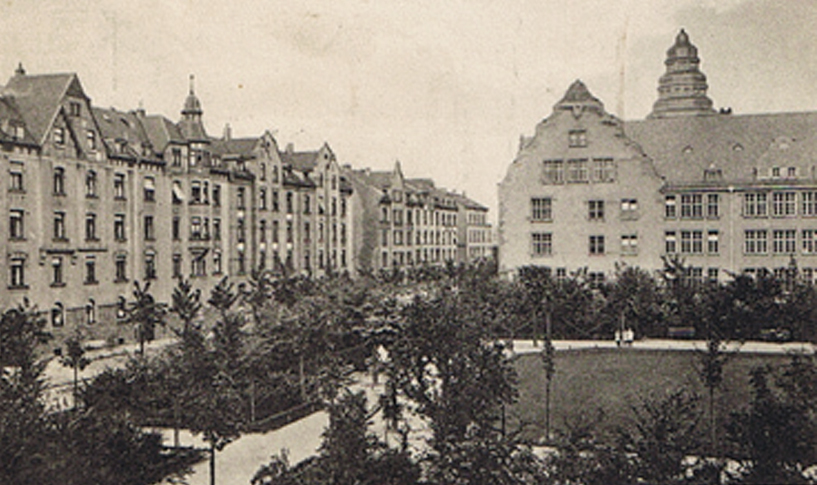
Albert-Schweitzer-Schule